# Aleksandr Priesniakow
Aleksandr Wasiljewicz Priesniakow, ros. Александр Васильевич Пресняков (ur. 1 listopada?/14 listopada 1917 w Skopinie, zm. 27 kwietnia 2010 w Teodozji) – radziecki generał porucznik lotnictwa, Bohater Związku Radzieckiego (1944).

## Życiorys
Urodzony w rodzinie służącego, po ukończeniu szkoły pracował w Szkole Lotnictwa Polarnego Głównej Dyrekcji Północnego Morskiego Szlaku w mieście Mikołajów. W 1939 skończył szkołę lotnictwa wojskowego, brał udział w napaści ZSRR na Finlandię 1939-1940. Po napaści Niemiec na ZSRR brał udział w walkach jako pilot MBR-2 samodzielnej eskadry lotniczej frontu bałtyckiego. W ciągu pierwszych dwóch tygodni walk wykonał 14 lotów bojowych, atakując i bombardując kolumny wroga i bazy marynarki. 1 stycznia 1942 jego samolot został zestrzelony, 3 dni później Priesniakow powrócił do służby. Do końca stycznia 1942 wykonał w sumie około 100 lotów bojowych. Od marca 1942 w siłach powietrznych Floty Bałtyckiej. Na początku 1944 wykonał 222 loty bojowe, zatapiając 2 transportowce, 2 trałowce i 5 samolotów wroga. 22 lipca 1944 nadano mu tytuł Bohatera ZSRR i Złotą Gwiazdę. Później zniszczył jeszcze 3 transportowce przeciwnika. W sumie podczas wojny wykonał ponad 370 lotów bojowych.
1961-1968 zastępca dowódca sił powietrznych Floty Oceanu Spokojnego. Od 1969 szef oddziału w Instytucie Lotnictwa im. Czkałowa. Od 1982 na emeryturze. Później był przewodniczącym miejskiej rady weteranów wojny, pracy i służby wojskowej w Teodozji. Członek Komunistycznej Partii Ukrainy. Otrzymał honorowe obywatelstwo miasta Teodozji, gdzie mieszkał i zmarł.

## Odznaczenia
- Złota Gwiazda
- Order Lenina
- Order Czerwonego Sztandaru (czterokrotnie)
- Order Wojny Ojczyźnianej I klasy
- Order Wojny Ojczyźnianej II klasy
- Order Czerwonej Gwiazdy (trzykrotnie)
- Order „Za służbę Ojczyźnie w Siłach Zbrojnych ZSRR” III klasy

I medale.